# هايوكي فوجيساوا
هايوكي فوجيساوا (باليابانية: 藤沢秀行؛ بالكانا: ふじさわ ひでゆき) هو لاعب غو محترف ‏ ياباني، ولد في 19 يونيو 1925 في يوكوهاما في اليابان، وتوفي في 8 مايو 2009 في طوكيو في اليابان بسبب ذات الرئة.